# Гейлер, Леонид Бенедиктович
Леонид Бенедиктович Гейлер (29 октября 1897-около 1970) — советский учёный-электротехник, специалист в области электропривода, педагог, доктор технических наук, профессор.

## Биография
В 1920 году окончил Харьковский технологический институт. В 1923—1929 гг. работал ассистентом, преподавателем кафедры электротехнического машиностроения ХТИ (ныне Харьковский политехнический институт). Читал курсы лекций по электротехнике сильных токов, электрическим моторам, электротехническому оборудованию фабрик и рудников (1923—1929).
В 1923 году руководил проектированием по высоковольтным передачам, практическими занятиями в лаборатории высокого напряжения (1925).
В 1925—1926 гг. — научный сотрудник Научно-исследовательской кафедры электротехники при ХТИ, одновременно — инженер Электротреста (1925). Доцент Харьковского политехнического института.
В апреле 1930 года, после реорганизации Харьковского политехнического института, переведен на работу в Харьковский электротехнический институт.
Ответственный редактор журнала «Электротехнический вестник» Всеукраинской ассоциации инженеров. Инженер Главэлектропрома, ВЭИ в Москве.
С 1955 года — заведующий кафедрой электрических машин и электроприводов Белорусского политехнического института.
Автор многих фундаментальных книг по электроприводу и теории автоматического регулирования, а также англо-русского и немецко-русского электротехнических словарей.

## Избранные публикации
1. Англо-русский электротехнический словарь = English-Russian electrotechnical dictionary / сост.: Л. Б. Гейлер, Н. И. Дозоров. — Москва ; Ленинград : Гостехиздат, 1951. — 735 с.
2. Англо-русский электротехнический словарь = English-Russian electrotechnical dictionary / сост.: Л. Б. Гейлер, Н. И. Дозоров. — 2-е изд. — Москва : Гостехиздат, 1955. — 704 с.
3. Англо-русский электротехнический словарь = English-Russian electrotechnical dictionary / сост.: Л. Б. Гейлер, Н. И. Дозоров. — 3-е изд., стер. — Москва : Физматгиз, 1961. — 710 с.
4. Англо-русский электротехнический словарь = English-Russian electrotechnical dictionary / сост.: Л. Б. Гейлер, Н. И. Дозоров. — 2-е изд., доп. — Москва : Гостехиздат, 1957. — 710 с.
5. Введение в теорию автоматического регулирования / Л. Б. Гейлер. — Минск : Наука и техника, 1967. — 526 с. : ил.
6. Война и центральные электрические станции / Л. Б. Гейлер // Электротехнический вестник. — 1928. — № 3. — С. 76-77.
7. Детали машин : по лекциям проф. Соломко, по Берлову и др. источникам / сост. ст.-техн. Л. Б. Гейлер; [перепис. Ю. Шкроб, Т. Яновский]. — Харьков : Изд. студ.-тех. Э. и М. Линецких, 1918. — [III], 129 , [II] с. : 127 рис.
8. Детали машин: применит. к курсу читаемому в Х. Т.И. / сост. инж-техн. Л. Б. Гейлер [по лекциям проф. Соломко, по Берлову и др. источникам]; под ред. проф. П. Мухачева. — Харьков : Лит. ХТИ, 1922. — 239, [V] с. : 161 рис.
9. Из области германской электропромышленности / Л. Б. Гейлер // Электротехнический вестник. — 1928. — № 4. — С. 123—125.
10. К вопросу о проектировании электропередач для гололедных районов / Л. Б. Гейлер // Электротехнический вестник. — 1928. — № 1. — С. 4-12.
11. К вопросу об апериодической устойчивости линейных систем / Л. Б. Гейлер // Успехи математических наук. — 1949. — Т. 4, вып. 6(34). — С. 194—195.
12. Немецко-русский электротехнический словарь = Deutsch-Russisches Elektrotechnisches Wörterbuch: ок. 60 000 терминов / сост.: М. Л. Гинзбург, П. К. Горохов, Л. Б. Гейлер, С. В. Шишкин. — 3-е изд. — Москва : Сов. энциклопедия, 1968. — 868 с.
13. Немецко-русский электротехнический словарь = Deutsch-Russisches Elektrotechnisches Wörterbuch / сост.: М. Л. Гинзбург, П. К. Горохов, Л. Б. Гейлер, С. В. Шишкин. — Москва : Физматгиз, 1959. — 1066 с.
14. Немецко-русский электротехнический словарь = Deutsch-Russisches Elektrotechnisches Wörterbuch / сост.: М. Л. Гинзбург П. К. Горохов, проф. д-р техн. наук Л. Б. Гейлер, С. В. Шишкин. — 2-е изд. — Москва : Физматгиз, 1962. — 1090 с.
15. Немецко-русский электротехнический словарь = Deutsch-Russisches Elektrotechnisches Wörterbuch: ок. 60000 терминов / сост.: М. Л. Гинзбург, П. К. Горохов, Л. Б. Гейлер, С. В. Шишкин. — 4-е изд., испр. — Москва : Сов. энциклопедия, 1973. — 856 с.
16. Об аккумулировании энергии / Л. Б. Гейлер // Электротехнический вестник. — 1927. — № 1. — С. 36.
17. Основы электропривода : учеб. пособие / Л. Б. Гейлер. — Минск : Вышэйш. шк., 1972. — 608 с. : рис., табл.
18. Параллельная работа двух моторов на общем валу / Л. Б. Гейлер // Электротехнический вестник. — 1926. — № 1. — С. 8-15.
19. Программа заочного обучения и контрольные задания по курсу «Электропривод» : для студентов Энергетич. ф-та специализирующихся по «Промышленному использованию тепловой энергии» / Л. Б. Гейлер; Всесоюз. заоч. индустр. инст. (ВЗИИ). — Москва : [б. и.], 1940. — 26 с.
20. Программа заочного обучения и контрольные задания по курсу «Электрический привод» : для студентов специальности «Электрические машины, аппараты, електропривод» энергетич. ф-та / Л. Б. Гейлер ; Всесоюз. заочн. индустр. ин-т. — Москва : [б. и.], 1940. — 40 с.
21. Сравнение экономичности работы пароэлектрических станций / Л. Б. Гейлер // Электротехнический вестник. — 1927. — № 1. — С. 23-27.
22. Справочник электрика промышленных предприятий / сост. Л. Б. Гейлер. — Минск : Госиздат БССР, 1963. — 588 с. : черт. — Библиогр.: с. 577—578.
23. Электричество в сельском хозяйстве / Л. Б. Гейлер. — Харьков : Госиздат Украины, 1924. — 110, [2] с. : 38 рис., 52 табл., фото.
24. Электрооборудование и электроавтоматика кузнечно-прессовых машин / Л. Б. Гейлер, И. В. Харизоменов. — Москва : Машгиз, 1960. — 227 с. : ил.
25. Электропривод в промышленных предприятиях : [аннотированный список книг] / сост. Л. Б. Гейлер. — [Москва] : Тип. Профиздата, 1938. — 19 с.
26. Электропривод в тяжелом машиностроении / Л. Б. Гейлер. — Москва : Машгиз, 1958. — 586 с.